# Atrichelaphinis sexualis
Atrichelaphinis sexualis är en skalbaggsart som beskrevs av Schein 1956. Atrichelaphinis sexualis ingår i släktet Atrichelaphinis och familjen Cetoniidae. Inga underarter finns listade.